# 华天
华天（Alex Hua Tian，1989年10月25日—），中英混血兒，籍貫山西省定襄縣，中国马术運動員。
他是第一位在国际马术联会注册的中国马术三项赛骑手，亦是首位代表中国出战奥运会马术三項赛的骑手。因为母亲身为英国人的缘故，华天在从中国到英国后曾经拥有英国护照，但是在决定代表中国征战2008年的北京奧運后，华天决定放弃英国护照，重新加入中国国籍。

## 生平
1994年，居住在北京仅5岁的华天就在北京的马术俱乐部开始了马术的学习。1996年迁往香港的华天成为香港賽馬會会员，在香港参加青少年马术训练和比赛。1999年，10岁的华天第一次在香港参加香港青少年马术三项赛一日赛。
2000年华天移居英国，在那里继续进行马术的训练和比赛。 2003年14岁的华天成为职业马术三项赛骑手，一般情况下这样的职业骑手资格要16歲后才能提出申请。2004年华天于以「精英摇篮」闻名世界 的英国贵族学校伊顿公学就讀。
華天在2005年的国际一星级CIC三项赛一日赛（法国Martinvast）上获得第18名。因为华天的参赛，国际马术三项赛场地第一次挂出五星红旗。2006年5月，华天代表伊顿公学参加皇家温莎马术赛，获得场地障碍赛“女王杯”，英国女王伊丽莎白二世亲自为华天颁奖。同年，華天放弃英国国籍，正式成为中国公民。2007年6月华天决定休学至2008年6月，全力为於香港舉行的2008年北京奧運馬術比賽作准备。
由於參加奧運馬術比賽經費不菲，因此需要從多方面籌募經費。奥运田徑冠军刘翔捐赠了战袍、张怡宁捐赠了球拍進行義賣，而同時亦有其他体育冠军和演艺明星参与募捐活动，义卖活动共筹集资金150万元。就在这次义卖活动上，华天认识了广东商人江逢灿，并得到3000万元赞助。
2021年，他入选东京奥运会中国代表团，参加马术比赛三项赛。8月2日越野赛中，华天总罚分35.90分，排名第18。尽管在障碍赛犯下“愚蠢错误”，华天最终排名第21名，晋级三项赛个人决赛。中国队总罚分209.60分，名列三项赛团体第九名。8月5日，华天宣布他的战马“堂”也告别奥运会赛场。

## 家庭
華天的爷爷是华龙毅，其本名原为阎童生，曾参加过世界二戰、國共內戰、朝鲜戰争，是中國空战史上第一个特等功获得者。前中共中央主席、中央军委主席毛泽东曾授予他“孤胆英雄”的称号。
父亲為是中国人华山，从事航空工业，他在中国开办了一家私人航空公司——大众航空公司。
母亲罗山（Sarah Noble）则是亨利八世第三任妻子珍·西摩母家的后代，诺贝尔家族是英国历史最悠久的贵族世家之一。罗山是看着她的父辈在马背上竞技而长大的，而现在华天在盛装舞步比赛上所戴的高顶礼帽，正是他的外公留下的遗物。
弟弟華明是中國國家板球隊隊員。
此外，他的外公也是二战老兵，还是电影《桂河大桥》里男主人公的原型，而他的外婆也是亨利八世第三任妻子家族的后代，与费雯丽等名流是闺中密友。